# Ste-Marguerite (Sainte-Marguerite-sur-Mer)

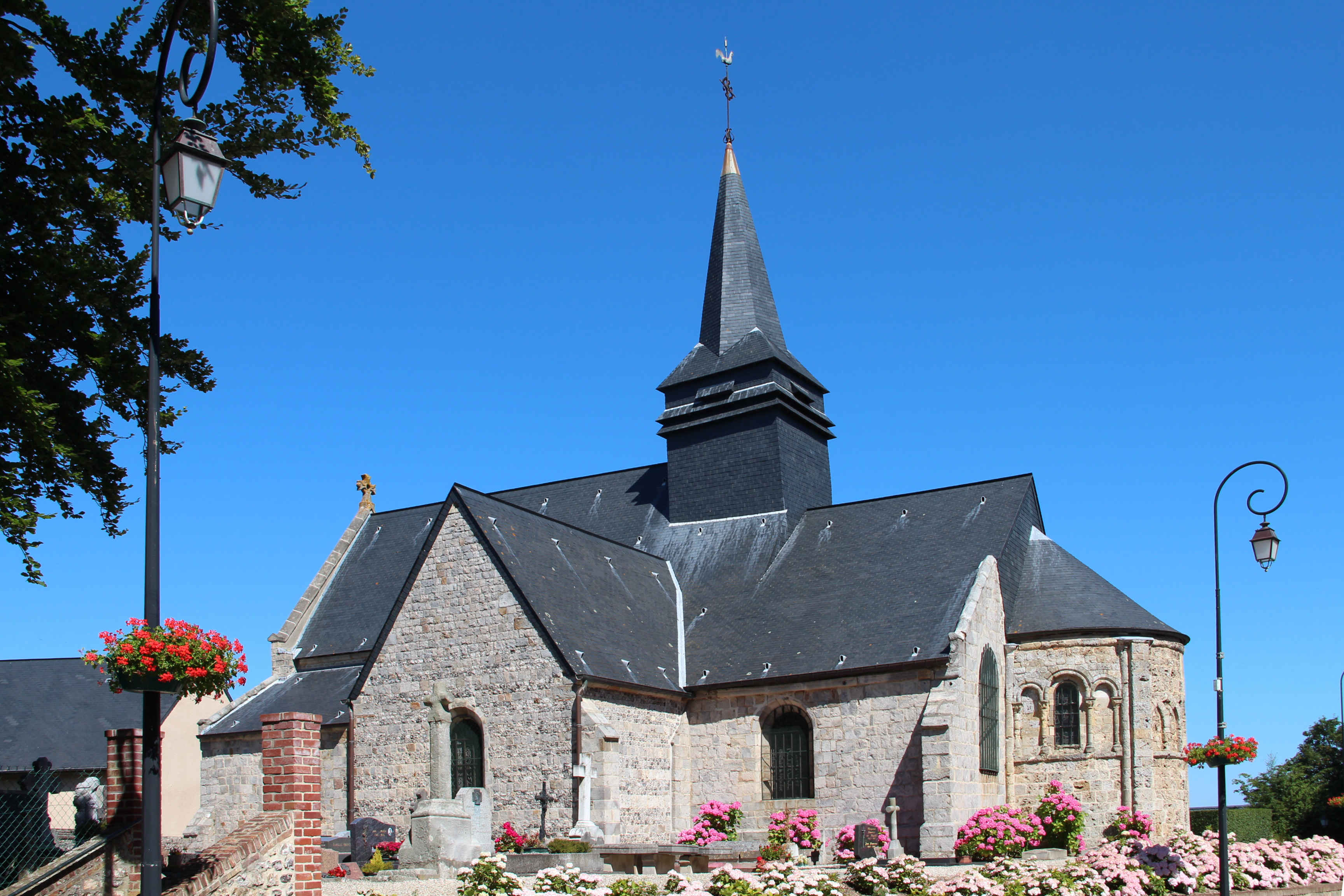
Kirche Ste-Marguerite in Sainte-Marguerite-sur-Mer

Die römisch-katholische Kirche Ste-Marguerite in Sainte-Marguerite-sur-Mer, einer französischen Gemeinde im Département Seine-Maritime in der Region Normandie, wurde ab dem 11. Jahrhundert errichtet. Die romanische Kirche, umgeben von einem Friedhof, ist seit 1921 ein geschütztes Baudenkmal (Monument historique).

## Geschichte
Die der heiligen Margareta von Antiochia geweihte Kirche wurde im 19. Jahrhundert so renoviert, dass heute nur noch schwer die authentischen Teile erkennbar sind. Die Kirche gehörte lange Zeit zur Abtei Saint-Victor-en-Caux in der heutigen Gemeinde Saint-Victor-l’Abbaye. Heute besteht die Kirche aus einem vierjochigen Hauptschiff, zwei Seitenschiffen, einem Querhaus und einer Apsis. Nur die linke Seite des Mittelschiff, ein Teil des linken Seitenschiffes und die Apsis können eindeutig der romanischen Entstehungszeit zugeordnet werden. Die übrigen Teil stammen aus dem 16. und 19. Jahrhundert.